# Golden Tate
Golden Herman Tate III (* 2. August 1988 in Hendersonville, Tennessee) ist ein ehemaliger US-amerikanischer American-Football-Spieler auf der Position des Wide Receivers. Er spielte in der National Football League (NFL) für die Seattle Seahawks, die Detroit Lions, die Philadelphia Eagles und die New York Giants. Tate wurde im NFL Draft 2010 von den Seahawks in der 2. Runde als 60. Spieler ausgewählt.

## College
Bevor Tate zum College Football wechselte, spielte er im Baseballteam der University of Notre Dame. Dort wurde er von den Arizona Diamondbacks im MLB Draft 2007 ausgewählt, lehnte jedoch einen Wechsel in die Major League Baseball (MLB) ab.
Im Anschluss daran wechselte er 2007 zum Footballteam der Universität. In der Saison 2008 fing Tate 52 Pässe und schaffte 903 Yards und sieben Touchdowns. Bereits nach der Saison 2009 meldete sich Tate am 7. Dezember 2009 zum NFL Draft 2010 an und beendete seine College-Karriere vorzeitig.

## NFL

### Seattle Seahawks
Tate wurde in der 2. Runde des Drafts als 60. Spieler von den Seattle Seahawks ausgewählt. Er unterschrieb am 28. Juli 2010 einen Vierjahresvertrag bei den Seahawks über 3,621 Millionen US-Dollar.
In seiner ersten Saison in der NFL fing Tate 21 Pässe für 227 Yards. Außerdem wurde er sechzehnmal als Punt Returner und einmal als Kick Returner eingesetzt und schaffte 212 Return Yards.
In der Saison 2011 fing Tate 35 Pässe für 382 Yards und schaffte drei Touchdowns.
2012 kam es in der 3. Spielwoche der Saison zu einem kontroversen Touchdown von Tate. Dabei fing er einen Hail Mary Pass von Quarterback Russell Wilson, der damals das Spiel entschied und den Seahawks einen Sieg über die Green Bay Packers bescherte. In den Zeitlupen war zu sehen, dass der Ball eher von Verteidiger M. D. Jennings abgefangen (Interception) wurde und Tate vorm Passfang Sam Shields in seiner Laufroute behinderte. Dadurch wurde damals die Diskussion um die Ersatzschiedsrichter, die die streikenden Schiedsrichter der NFL ersetzten, weiter angeheizt. Tate fing in dieser Saison insgesamt 45 Pässe für 688 Yards und sieben Touchdowns.
2013 wurde Tate nach dem Karriereende von Sidney Rice und der Verletzung von Percy Harvin zum ersten Receiver. Dadurch hatte er in dieser Saison einige wichtige Szenen und fing 64 Pässe für 898 Yards und fünf Touchdowns. In dieser Saison gewann Tate mit den Seahawks das NFC Championship Game und den Super Bowl XLVIII.
Nach der Saison endete Tates Vertrag bei den Seahawks.

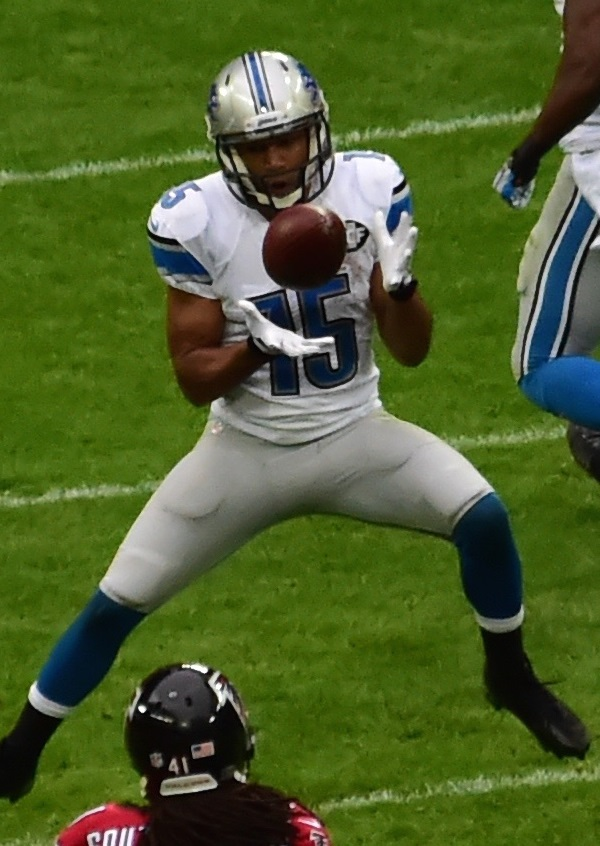
Tate bei den Lions (2014).

### Detroit Lions
Nach seinem Vertragsende wechselte Tate zu den Detroit Lions und unterschrieb am 12. März 2014 einen Vertrag über 31 Millionen US-Dollar (mit garantierten 13,25 Millionen), der auf fünf Jahre angesetzt war.
Tate schaffte in der Saison 2014 bei den Lions 1.331 Yards bei 99 Passfängen und vier Touchdowns und wurde zum ersten Mal in seiner Karriere in den Pro Bowl gewählt.
Auch in seinem zweiten Jahr bei den Lions spielte Tate wieder eine tragende Rolle im Passspiel und wurde 2015 auch vermehrt als Punt Returner eingesetzt. Als Return Specialist gelangen ihm in dieser Saison immerhin 175 Yards.
In der Saison 2016 wurde er wieder ausschließlich im Passspiel eingesetzt, da ihm nach dem Karriereende seines Teamkollegen Calvin Johnson eine größere Wichtigkeit in der Offensive zukommen sollte. Er konnte unter dieser Voraussetzung nicht überragend aufblühen, aber immerhin an seine konstant guten Leistungen bei den Lions anknüpfen. Er fing 91 Bälle für 1.077 Yards und schaffte 4 Touchdowns.
2017 schaffte Tate es, zum dritten Mal im Trikot der Lions die 1.000-Yard-Marke in gefangenen Yards zu knacken.
Im Laufe der Saison 2018 wurde Tate zunehmend zu Gunsten des Receiver-Duos, bestehend aus Marvin Jones und Kenny Golladay, weniger eingesetzt und schließlich für einen Draft-Pick der 3. Runde des NFL-Drafts 2019 zu den Philadelphia Eagles transferiert.

### Philadelphia Eagles
Tate wechselte nach dem 8. Spieltag der Saison 2018, vor Ende des NFL-Transferfensters, zu den Philadelphia Eagles und erhielt die Rückennummer 19.

### New York Giants
Im März 2019 unterzeichnete Tate einen Vierjahresvertrag über 37,5 Millionen US-Dollar, wovon zwei Jahre und 23 Millionen US-Dollar garantiert sind. Wegen Verstößen gegen die Richtlinien zu leistungssteigernden Substanzen wurde er für die ersten vier Spiele der Saison 2019 gesperrt.
Nachdem er in der Saison 2020 als dritter Wide Receiver hinter Darius Slayton und Sterling Shepard nur in vier Spielen als Starter zum Einsatz gekommen war, entließen die Giants Tate am 3. März 2021.

### Tennessee Titans
Am 23. November 2021 nahmen die Tennessee Titans Tate für ihren Practice Squad unter Vertrag. Vor dem letzten Spieltag der Regular Season wurde er wieder entlassen, ohne in einem Spiel zum Einsatz gekommen zu sein.

## NFL-Statistiken
| Saison          | Team                | Spiele | Spiele | Passfang | Passfang | Passfang | Passfang | Passfang | Laufspiel | Laufspiel | Laufspiel | Laufspiel | Laufspiel | Passspiel | Passspiel | Passspiel | Passspiel | Passspiel | Passspiel | Punt Returns | Punt Returns | Punt Returns | Punt Returns | Punt Returns | Kickoff Returns | Kickoff Returns | Kickoff Returns | Kickoff Returns | Kickoff Returns | Fumbles | Fumbles |
| Saison          | Team                | GP     | GS     | Rec      | Yds      | Avg      | Lng      | TD       | Att       | Yds       | Avg       | Lng       | TD        | Att       | Cmp       | Yds       | TD        | Int       | Rat       | PR           | Yds          | Avg          | Long         | TD           | KR              | Yds             | Avg             | Long            | TD              | Fum     | Lost    |
| --------------- | ------------------- | ------ | ------ | -------- | -------- | -------- | -------- | -------- | --------- | --------- | --------- | --------- | --------- | --------- | --------- | --------- | --------- | --------- | --------- | ------------ | ------------ | ------------ | ------------ | ------------ | --------------- | --------------- | --------------- | --------------- | --------------- | ------- | ------- |
| 2010            | Seattle Seahawks    | 11     | 0      | 21       | 227      | 10,8     | 52       | 0        | 2         | 4         | 2,0       | 3         | 0         | -         | -         | -         | -         | -         | -         | 16           | 202          | 12,6         | 63           | 0            | 1               | 10              | 10,0            | 10              | 0               | 1       | 0       |
| 2011            | Seattle Seahawks    | 16     | 5      | 35       | 382      | 10,9     | 33       | 3        | 5         | 14        | 2,8       | 14        | 0         | -         | -         | -         | -         | -         | -         | 1            | 0            | 0,0          | 0            | 0            | -               | -               | -               | -               | -               | 1       | 0       |
| 2012            | Seattle Seahawks    | 15     | 15     | 45       | 688      | 15,3     | 51       | 7        | 3         | 20        | 6,7       | 13        | 0         | 1         | 1         | 23T       | 1         | 0         | 158,3     | -            | -            | -            | -            | -            | -               | -               | -               | -               | -               | 1       | 1       |
| 2013            | Seattle Seahawks    | 16     | 13     | 64       | 898      | 14,0     | 80T      | 5        | 3         | 31        | 10,3      | 20        | 0         | -         | -         | -         | -         | -         | -         | 51           | 585          | 11,5         | 71           | 0            | 3               | 57              | 19,0            | 24              | 0               | 3       | 0       |
| 2014            | Detroit Lions       | 16     | 16     | 99       | 1.331    | 13,4     | 73T      | 4        | 5         | 30        | 6,0       | 13        | 0         | -         | -         | -         | -         | -         | -         | -            | -            | -            | -            | -            | -               | -               | -               | -               | -               | 1       | 0       |
| 2015            | Detroit Lions       | 16     | 16     | 90       | 813      | 9,0      | 43       | 6        | 6         | 41        | 6,8       | 15        | 0         | -         | -         | -         | -         | -         | -         | 20           | 149          | 7,5          | 23           | 0            | 1               | 26              | 26,0            | 26              | 0               | 1       | 1       |
| 2016            | Detroit Lions       | 16     | 16     | 91       | 1.077    | 11,8     | 67       | 4        | 10        | 4         | 0,4       | 11        | 0         | -         | -         | -         | -         | -         | -         | -            | -            | -            | -            | -            | -               | -               | -               | -               | -               | 2       | 1       |
| 2017            | Detroit Lions       | 16     | 12     | 92       | 1.003    | 10,9     | 71T      | 5        | 5         | 22        | 4,4       | 10        | 0         | -         | -         | -         | -         | -         | -         | 2            | 23           | 11,5         | 13           | 0            | 2               | 0               | 0,0             | 1               | 0               | 1       | 1       |
| 2018            | Detroit Lions       | 7      | 4      | 44       | 517      | 11,8     | 67       | 3        | 3         | 42        | 14,0      | 30        | 0         | -         | -         | -         | -         | -         | -         | 2            | 15           | 7,5          | 9            | 0            | -               | -               | -               | -               | -               | 1       | 0       |
| 2018            | Philadelphia Eagles | 8      | 3      | 30       | 278      | 9,3      | 32       | 1        | 1         | −8        | −8,0      | −8        | 0         | -         | -         | -         | -         | -         | -         | 5            | 13           | 2,6          | 12           | 0            | -               | -               | -               | -               | -               | 2       | 0       |
| 2019            | New York Giants     | 11     | 10     | 49       | 676      | 13,8     | 64T      | 6        | 1         | 16        | 16,0      | 16        | 0         | -         | -         | -         | -         | -         | -         | 10           | 97           | 9,7          | 17           | 0            | -               | -               | -               | -               | -               | 1       | 1       |
| 2020            | New York Giants     | 12     | 4      | 35       | 388      | 11,1     | 39       | 2        | -         | -         | -         | -         | -         | -         | -         | -         | -         | -         | -         | 4            | 35           | 8,8          | 15           | 0            | -               | -               | -               | -               | -               | 0       | 0       |
| Gesamt          | Gesamt              | 160    | 114    | 695      | 8.278    | 11,9     | 80       | 46       | 44        | 216       | 4,9       | 30        | 0         | 1         | 1         | 23        | 1         | 0         | 158,3     | 111          | 1.119        | 10,1         | 71           | 0            | 7               | 93              | 13,3            | 26              | 0               | 15      | 5       |
| Quelle: NFL.com |                     |        |        |          |          |          |          |          |           |           |           |           |           |           |           |           |           |           |           |              |              |              |              |              |                 |                 |                 |                 |                 |         |         |